# Coazzolo
Coazzolo är en ort och kommun i provinsen Asti i regionen Piemonte i Italien. Kommunen hade 279 invånare (2018).